# Chamaescilla corymbosa
Chamaescilla corymbosa är en sparrisväxtart som först beskrevs av Robert Brown, och fick sitt nu gällande namn av Ferdinand von Mueller och George Bentham. Chamaescilla corymbosa ingår i släktet Chamaescilla och familjen sparrisväxter.

## Underarter
Arten delas in i följande underarter:
- C. c. corymbosa
- C. c. latifolia
- C. c. paradoxa